# مقاطعات كوريا الجنوبية

مقاطعات كوريا الجنوبية

المقاطعات هي التقسيم الأول في كوريا الجنوبية. وتوجد 9 مقاطعات في كوريا الجنوبية:
تشنغتشونغ الشمالية، تشنغتشونغ الجنوبية، غانغوون، غيونغي، غيونغسانغ الشمالية، غيونغسانغ الجنوبية، جيجو، جولا الشمالية، جولا الجنوبية.